# Gare d'Oostkerke
La gare d'Oostkerke est une ancienne gare ferroviaire belge de la ligne 73, de Deinze à La Panne située à Oostkerke, section de la commune de Dixmude, dans la province de Flandre-Occidentale en Région flamande.
Mise en service en 1858 par le Chemin de fer de Lichtervelde à Furnes, elle ferme en 1955.

## Situation ferroviaire
Établie à 2 m au-dessus du niveau de la mer, la gare d'Oostkerke était située au point kilométrique (PK) 54.8 de la ligne 73, de Deinze à La Panne (frontière française) entre la gare, ouverte, de Deinze et la gare de Kaaskerke, située sur un tracé désaffecté, et la gare d'Avekapelle, également fermée. Cette ligne résulte du regroupement des chemins de fer de Deinze à Tielt (Chemins de fer de la Flandre-Occidentale), de Tielt à Lichtervelde (État belge), Lichtervelde à Furnes, et de Furnes à la frontière française (Compagnie de Furnes à Dunkerque).

## Histoire
La station d'Oostkerke est mise en service le 11 mai 1858 par la Compagnie du chemin de fer de Lichtervelde à Furnes qui inaugure le même jour son unique ligne, reliant ces deux localités. Il s'agit alors d'une halte administrée depuis la gare d'Aarsele.
La petite compagnie s’intègre en 1867 dans la Société générale d'exploitation de chemins de fer (SGE) qui regroupe plusieurs des lignes avoisinantes et fait construire la ligne de Kaaskerke à Nieuport. L'État belge rachète la concession de Lichtervelde à Furnes en 1879 après la dissolution du syndicat d'exploitation. L'année suivante, il inaugure la section de Lichtervelde à Tielt permettant une liaison plus directe entre Gand et la frontière française près de La Panne.
Le bâtiment de 1858 est remplacé au tournant du XXe siècle par une gare de plan type 1895. Des constructions similaires seront également érigées en remplacement des autres stations de la ligne à l'exception de Diksmuide, Kortemark et Furnes où des gares plus vastes ont fait leur apparition.
Lors de la Première Guerre mondiale, ce bâtiment subit d'importants dégâts. En partie fortifié par des sacs de sable, il a été la proie du feu et porte des impacts de munitions qui ont provoqué l'effondrement de plusieurs pans de murs.
Au début des années 1920, les Chemins de fer de l'État belge font abattre les ruines de la gare qui est remplacée par un troisième bâtiment. La SNCB supprime les dessertes de la gare d'Oostkerke en 1955 et le bâtiment de la gare est revendu.

## Patrimoine ferroviaire
Le bâtiment des recettes de type « reconstruction » est utilisé comme maison et atelier par un particulier. Il est listé depuis 2009 au patrimoine architectural flamand.
L'annexe des toilettes, contemporaine du bâtiment type 1895, a été conservée après la Première Guerre mondiale et reliée au bâtiment principal après le changement d'affectation de la gare.

### Premier bâtiment
Construit en 1858 par la Compagnie du chemin de fer de Lichtervelde à Furnes, il est démoli à la fin des années 1890. Aucune photographie de ce bâtiment d'origine n'est connue.

### Second bâtiment
Les Chemins de fer de l'État belge, exploitant la ligne depuis 1879, remplacent les gares d'origine. Les nouveaux bâtiments édifiés à Oostkerke, Zarren et Lichtervelde appartiennent au plan type 1895 ; celui de Lichtervelde étant plus vaste et revêtu de briques blanches.
À Oostkerke et Zarren, l'aile des voyageurs positionnée à gauche du corps de logis ne possède que trois ouvertures. Aucune photographie ne confirme l'existence d'une halle aux marchandises séparée. La façade de la gare d'Oostkerke semble avoir été en briques jaunes car on retrouve ces matériaux sur l'annexe des toilettes, construite dans le même style en même temps que le bâtiment de la gare. Sévèrement endommagé par les combats, il est démoli au début des années 1920.

### Troisième bâtiment
Les Chemins de fer de l'Etat belge remplacent plusieurs des gares de la ligne par de nouveaux bâtiments en briques possédant des caractéristiques similaires et quelquefois bâtis en série. Le plan du bâtiment d'Oostkerke est ainsi identique à celui de la gare de Zonnebeke avec une aile de huit travées se terminant par une paire de lucarnes transversales. Le chef de gare et sa famille logent à l'étage de la partie de droite, au plan complexe. La toiture est à demi-croupes et les fenêtres sont surmontées par de grands vasistas. Les baies de la cage d'escalier menant au premier étage suivent la pente des marches.